# Proechimys kulinae
Proechimys kulinae (щетинець Куліни) — вид гризунів родини щетинцевих, знаний по двох місцевостях проживання в західній Амазонії, штат Амазонас, Бразилія, на лівому березі річки Журуа, а також у східному Перу. Його висотний діапазон сягає 300 м над рівнем моря. Мешкає в лісах "terra firme", тобто тих, які не піддаються сезонному затопленню. Каріотип: 2n=34, FN=52.

## Етимологія
Вид названий на честь Індіанського племені Куліна (що мешкає в південно-західній частині басейну Амазонки), а також мови Куліна (якою розмовляє близько 4000 людей в Бразилії та Перу)

## Морфологія
Морфометрія. Повна довжина: 252—328, довжина хвоста: 95–140, довжина задньої стопи: 38–44, довжина вух: 17–23 мм.
Опис. Невеликий щур, відносно делікатний за будовою, має маленькі вуха, і помірно короткий хвіст і задні лапи. У цілому, колір тіла рівномірно червонувато-коричневий, з грубими прожилками з різною кількістю чорного як на спині так і на боках. Спинна шерсть чергується з густим, темно-коричневим остюкоподібним волоссям, що формує темніший центр спини, що контрастує з боками тіла. Черево, підборіддя, і внутрішня поверхня передніх і задніх кінцівок є чисто білою; верхні губи темні, як правило, ділянки білого волосся відсутні. Задні ноги, в тому числі пальці, білі, з деякими золотистими тонами у більшості особин. Хвіст постає майже голим, чітко двоколірним з темно-коричневими верхом і білим низом. 

## Загрози та охорона
Про серйозні загрози для виду не відомо.